# Вбивство на вулиці Данте
«Вбивство на вулиці Данте» — радянський художній фільм, знятий  Михайлом Роммом в 1956 році на кіностудії «Мосфільм».

## Сюжет
Незабаром після закінчення Другої світової війни в невеликому французькому містечку Сибурі поліцейський, прийшовши на постріли, знаходить у будинку 26 на вулиці Данте жінку з трьома кульовими пораненнями. Постраждала виявляється відомою актрисою Мадлен Тібо; в лікарні вона приходить до тями й розповідає слідчому свою історію.
У 1940 році, коли німецькі війська підходили до Парижа, Мадлен Тібо разом зі своїм імпресаріо Гріном і сином Шарлем втекла на південь, у Сибур, де жив її колишній чоловік — Філіп, батько Шарля. По дорозі в них закінчився бензин, Шарль, що пішов на пошуки бензину, не повернувся. Як з'ясувалося пізніше, його заарештували німці, а через три тижні вийшов на свободу вже переконаним фашистом.
Коли Тібо дісталася нарешті до Сибура, німці були вже там; давши ляпаса розв'язному німецькому офіцерові, Мадлен мусила переховуватися. Вона оселилася в рідному селі, де її батько, Іполит, володів корчмою. У своєму будинку Іполит і Мадлен ховали односельця Журдана, який ударив німецького офіцера й убив молодого француза, який вступив до лав фашистів; але якось у гості до них приїхав Шарль, який виявив Журдана, і того ж дня в будинок налетіли з обшуком. Журдана не знайшли, проте тінь підозри впала на Шарля. Мадлен приїхала до нього в Сибур, де Філіп намагався пояснити їй, ким став Шарль, але без успіху.
Мадлен погодилася зіграти перед німцями спектакль, по ходу якого її героїня вбивала свого колишнього коханого; на виставі був присутній Шарль, і — в першу чергу заради нього — Мадлен декількома пострілами вбила місцевого «фюрера». За допомогою костюмерки їй і Гріну вдалося покинути театр; проте трохи пізніше Грін був смертельно поранений на вулиці і розповів Мадлен, що серед трьох, які напали на нього, був Шарль.
Син костюмерки привів Мадлен у Рух Опору. Після закінчення війни вона приїхала в Сибур і дізналася, що Філіпа, перед тим, як покинули місто, німці повісили: він теж брав участь в Опорі. Прийшов Шарль зі своїми приятелями, в одному з яких Мадлен впізнала людину, яка разом з німцями шукала в їхньому сільському будинку Журдана. Мадлен запідозрила, що Шарль доніс і на Філіпа, — син запевняв її, що давно вже став іншою людиною; проте піти разом з нею до прокурора відмовлявся. Побоюючись викриття, він став погрожувати револьвером, але вистрілити в матір не зміг, це зробив один з його приятелів.
Шарль і його приятелі заарештовані; слідчий, який записував свідчення Мадлен Тібо, приходить до них у камеру, щоб надавати ляпасів за провалене завдання: він теж служив німцям і залишається при своїх переконаннях.
Мадлен Тібо померла від отриманих ран. Проходить десять років, Шарль приїжджає в Сибур, і в ресторані його впізнає син костюмерки, який нічого не знає про його минуле. Другу матері Шарль повідомляє, що вбивць Мадлен Тібо досі не знайдено. Далі він починає розхвалювати ФРН, на що син костюмерки, усвідомивши, хто перед ним, відповідає: «Франція вже не та. І її так просто не зламати. Хоч би як вони там марширували».

## У ролях
- Євгенія Козирєва — Катрін Лантьє, на сцені — Мадлен Тібо
- Михайло Козаков — Шарль Тібо, її син
- Микола Коміссаров — Іполит, її батько
- Максим Штраух — Філіп, її чоловік
- Ростислав Плятт — Грін, імпресаріо
- Володимир Муравйов — Журдан
- Георгій Віцин — Піту
- Олександр Пелевін — Жак
- Анатолій Кубацький — Ісидор
- Павло Шпрингфельд — наречений
- Олена Понсова — мадам Купо
- Леонід Губанов — син мадам Купо
- Геннадій Юдін — актор
- Олег Голубицький — Клод Жюно
- Валентин Гафт — Марсель Руже
- Олександр Шатов — слідчий
- Інокентій Смоктуновський — молодий фашист

## Знімальна група
- Режисер-постановник:  Михайло Ромм
- Автор сценарію:  Євген Габрилович,  Михайло Ромм
- Оператор:  Борис Волчек
- Композитор:  Борис Чайковський